# دوريشون (سبيدار)
دوریشون (بالفارسية: دوریشون) هي قرية تقع في إيران في قسم سبیدار الريفي. يقدر عدد سكانها بـ 0 نسمة بحسب إحصاء 2016.